# Iglesia de Santa Anastasia (Verona)
La Iglesia de Santa Anastasia es un templo de estilo gótico situado en la ciudad de Verona, Italia. Se encuentra en el centro histórico de la ciudad, cerca del río Adige.

## Historia de la iglesia y ambigüedad del nombre
Su construcción empezó en 1290, pero nunca se acabó. Se piensa que el proyecto fuera realizado por Fra' Benvenuto da Bologna y Fra' Nicola da Imola, pero no se han hallados documentos que lo confirmen. 
La iglesia de Santa Anastasia fue construida sobre otra preexistente, de época gótica, dedicada a Santa Anastasia, razón por la cual se la llamó así, aunque en origen fuera dedicada a San Pedro, mártir dominicano asesinado el 4 de abril de 1252. La consagración de la iglesia tuvo lugar sólo en el año 1471.

## La fachada
La fachada, dividida en tres secciones que corresponden a las naves interiores, queda incompleta y por lo tanto el revestimiento es de piedra local. Es simétrica, tiene techo a dos aguas y lleva en el centro un rosetón. 
La portada central fue construida en el año 1330, tiene arquivoltas de arcos ojivales que se apoyan sobre columnas polícromas de mármol rojo, blanco y negro. La puerta de madera está dividida por un parteluz en dos secciones que acaban en dos arcos ojivales. 
A los dos lados de la fachada se abren dos ajimeneces.
Por lo que respecta a la decoración, lo más destacado lo constituye el fresco central donde se representa a Dios sobre una cátedra gótica con la cruz entre las rodillas y Jesús al lado, sobre los dos la paloma del Espíritu Santo; completan la imagen San José y María. En los frescos laterales menores aparecen un obispo con un estandarte que guía a la población de Verona y San Pedro que con otro estandarte guía a unos frailes dominicales. Ambos se dirigen hacia la representación de la Santísima Trinidad. El arquitrabe presenta bajo relieve con la vida de Jesús: la Anunciación, el Nacimiento, La Adoración de los reyes magos, el camino hacia el calvario, la Crucifixión y la Resurrección, y por encima de ella se apoyan dos estatuas de Santa Anastasia y Santa Catalina.
En el parteluz, que sirve de apoyo a una estatua de la Virgen, están tallados los santos Domingo, Pedro y Tomás.

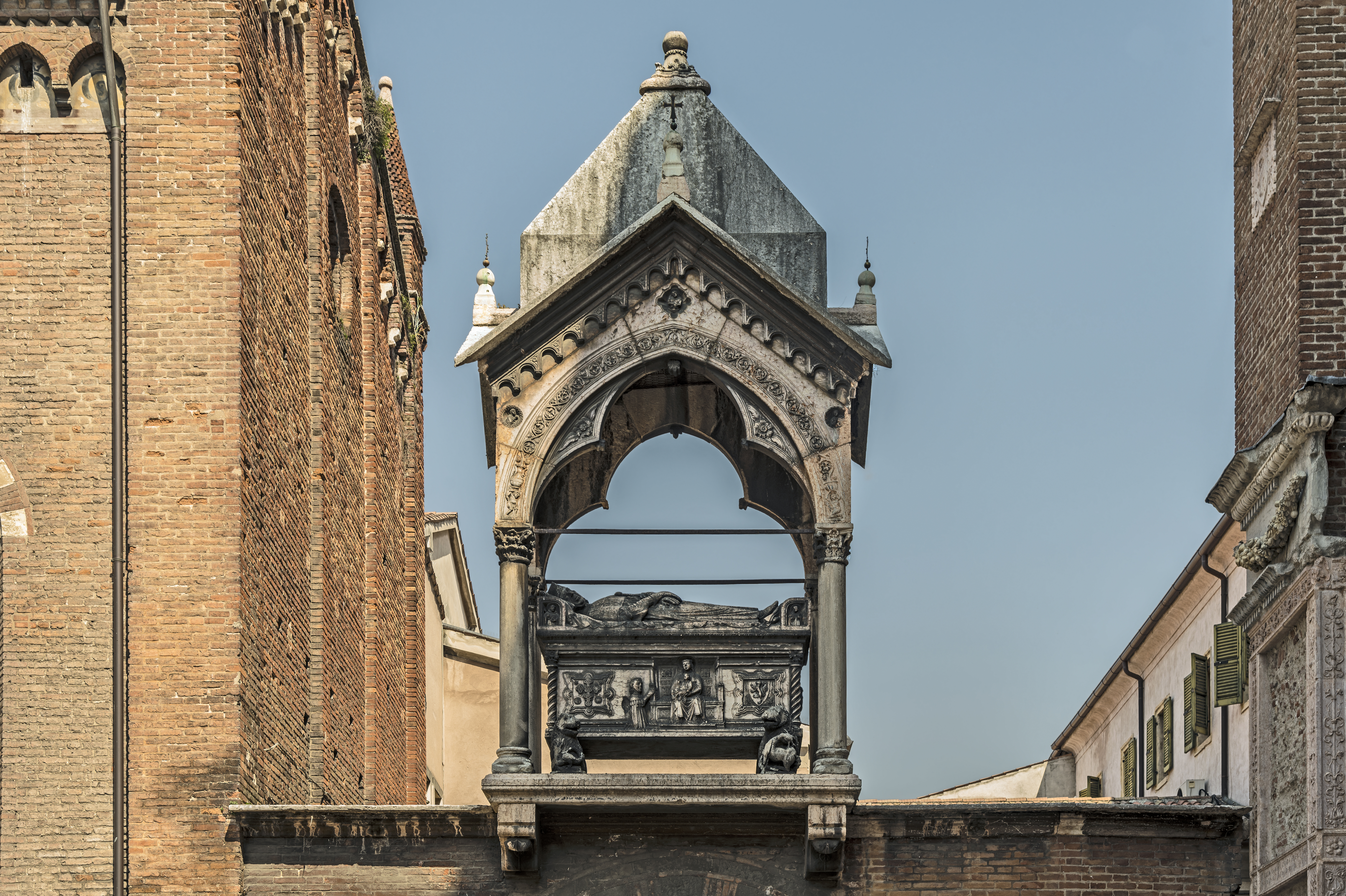
Sarcófago de Guglielmo da Castelbarco.

Al lado izquierdo de la fachada, sobre el arco de entrada de un patio, se encuentra el sarcófago de Guglielmo de Catelbarco. Es el primer ejemplo de arca de tipología “dosel” que luego será utilizada para los sarcófagos de los miembros de la familia “della scala” que gobernó la ciudad de Verona entre 1262 y 1387.

## Interior

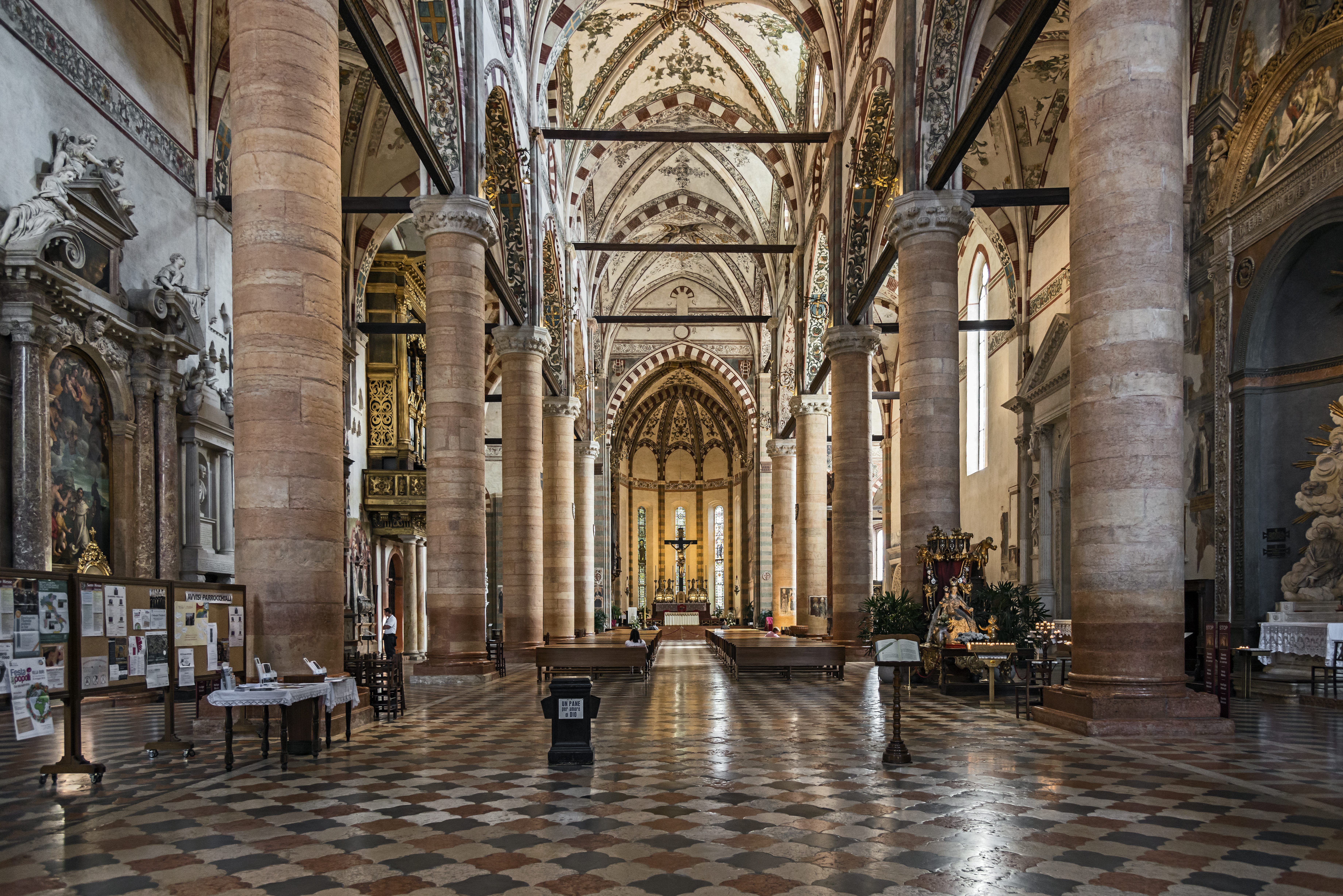
Nave central.

La iglesia tiene planta longitudinal con tres naves con bóveda de crucería, divididas entre ellas por hileras de columnas de mármol blanco y rojo con capiteles góticos. El pavimento es el original de 1462. Está formado por mármol de tres colores (blanco, negro y rojo). El suelo, las columnas y la ornamentación de las bóvedas tienen una grata uniformidad cromática. Después del transepto se encuentran el ábside y cuatro capillas laterales. Las dos columnas que se encuentran detrás del altar mayor llevan el escudo de armas de los Castelbarco. Esta familia, de Avio (Trentino), fue una de las más generosas en la construcción de la iglesia, razón por la cual se le construyó el sarcófago al lado izquierdo de la fachada.
Una característica casi única de la iglesia son las dos pilas al lado de las columnas cercanas a la entrada. De hecho se apoyan sobre dos jorobados bigotudos, el primer con las manos apoyadas sobre las rodillas, el segundo con una mano puesta sobre la cabeza con muestra de preocupación. La atribución de las obras no está segura, el primer jorobado se atribuye a Gabriele Caliari, el segundo a Alessandrino Rossi.

### Monumento de Cortesía Serego
Este monumento, que se encuentra al lado izquierdo del ábside, tiene un núcleo central con la estatua de Cortesía Serego a caballo, vestido con la armadura y empuñando el bastón. El caballo se apoya sobre un sarcófago que tiene siete nichos: cinco en la parte frontal y dos en los lados; en estos nichos probablemente tenían que ponerse unas estatuas de bronce representantes las virtudes de la familia Serego. El sarcófago está tallado con imágenes de soldados y hojas de acanto; en la pared sobre el arca aparece una representación del Paraíso y otro fresco muestra la Anunciación y dos santos dominicanos (Pedro y Domingo).

### Capillas
La iglesia consta con varias capillas de épocas diferentes. 

#### Capilla Pellegrini

Fresco de San Jorge y la Princesa.

La capilla Pellegrini es una de las capillas más célebres porque lleva, por encima del arco de entrada, el fresco considerado obra maestra de Pisanello: San Jorge y la princesa. La capilla alberga dos sepulcros: al lado derecho el de Giovanni Pellegrini y al lado izquierdo el de otro miembro de la familia Pellegrini.

#### Capilla Salerni
Posee unos frescos votivos de Stefano da Zevio del siglo XV en el lateral izquierdo, mientras que a la derecha se encuentran frescos de Boninsegna Bonaventura y otros de Giovanni Badile.

#### Capilla Lavagnoli
La capilla está dedicada a Santa Ana; a partir de la izquierda se pueden ver los siguientes frescos:
- Jesús llama a los primeros apóstoles;
- Crucifixión;
- Jesús entra en Cafarnao.

No se conoce el autor pero está claro el origen mantegneca de los frescos.

#### Capilla Cavalli
La capilla tiene varios frescos del siglo XIV entre los cuales destaca el que representa la Virgen con el niño. Además se encuentran tres sepulcros de la familia Cavalli.

### Altares
Además del altar mayor, dedicado a San Pedro mártir, en las naves laterales se encuentran otros altares decorados con retablos, frescos y estatuas. Los que más destacan son:
- Altar Fregoso, dedicado al Redentor, fue realizado por Danese Cattaneo, alumno de Sansovino;
- Altar de San Vicente Ferreri, dedicado a uno de los mayores santos dominicanos;
- Altar Bevilacqua-Lazise, dedicado a la Inmaculada Concepción;
- Altar de San Martín, construido en el año 1541;
- Altar de Santa Rosa da Lima, construido en el año 1592;
- Altar del Espíritu Santo del siglo XV;
- Altar de San Raimondo, inicialmente dedicado a San Vicente, luego a San Pablo Apóstol;
- Altar de San Erasmo;
- Altar de San Pedro mártir, llamado también Altar de San Roco.

## Otras imágenes

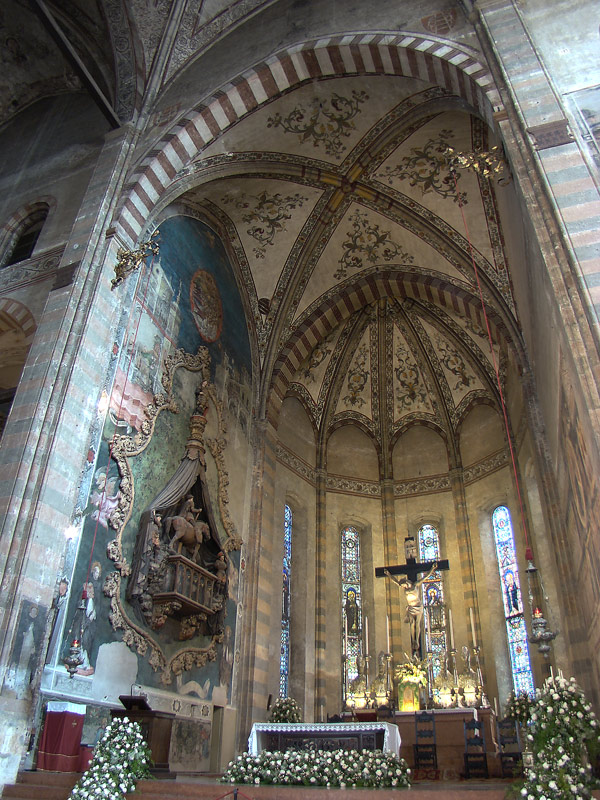
El ábside mayor.
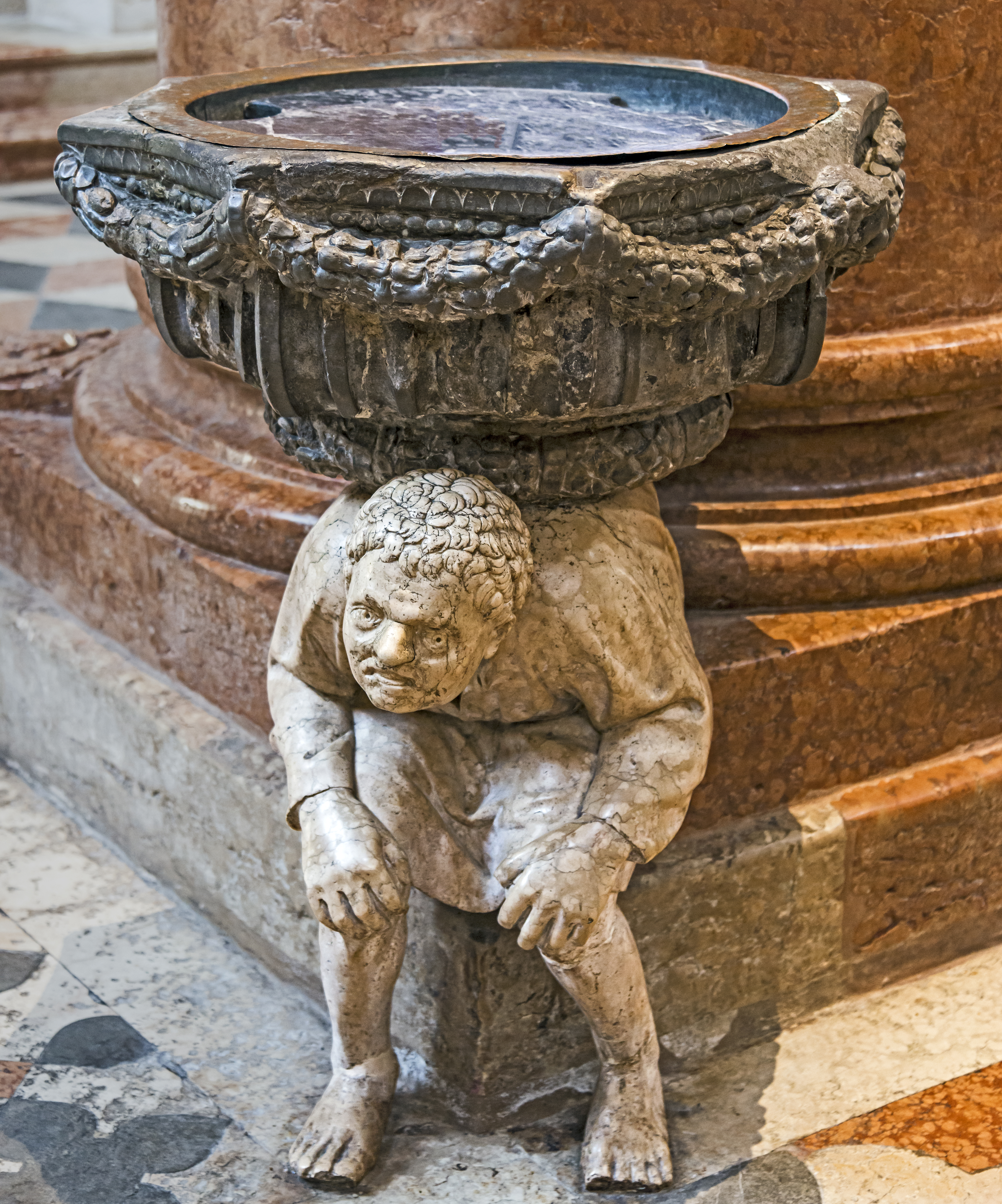
Un jorobado de la pila.
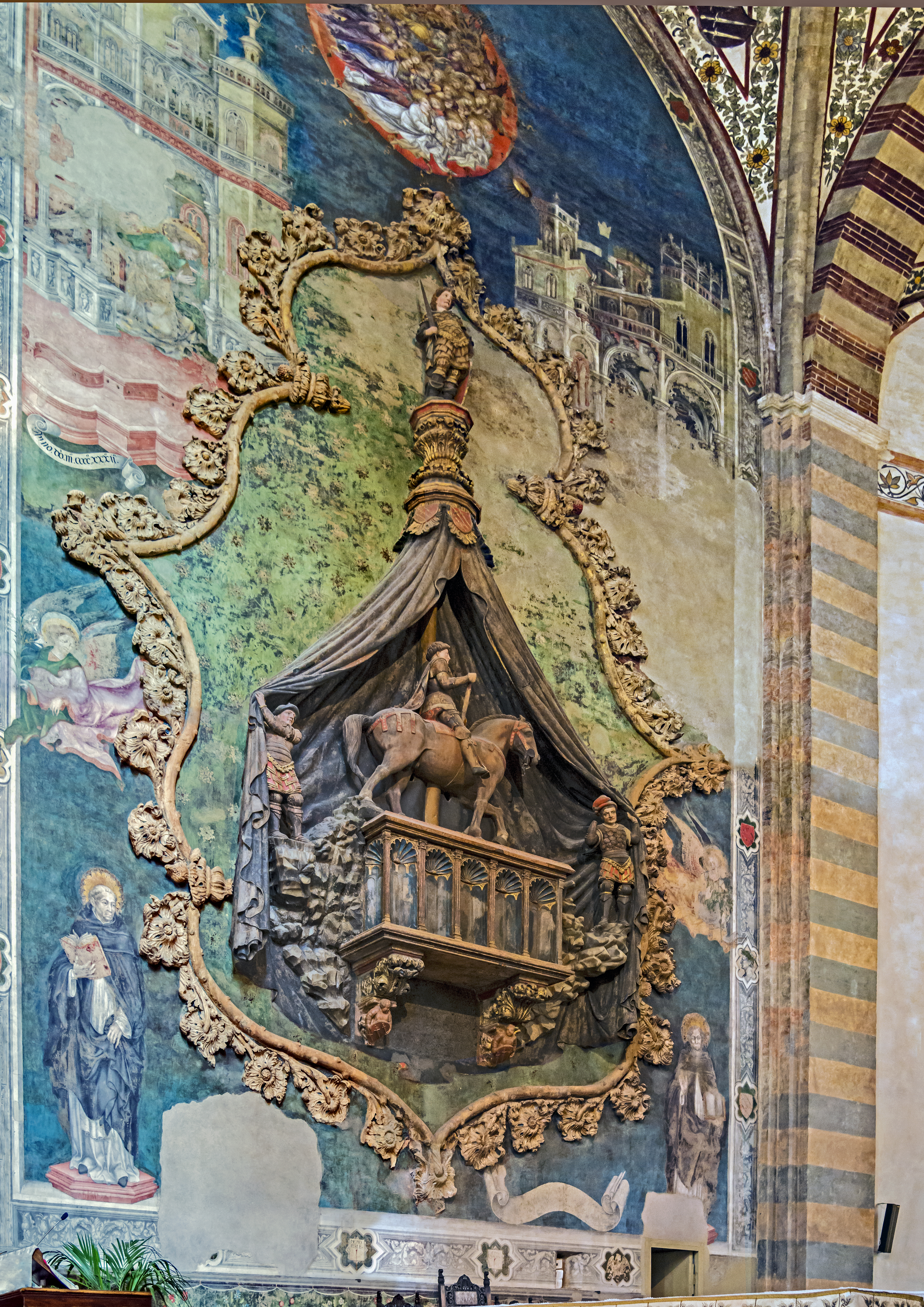
Monumento de Cortesía Serego.
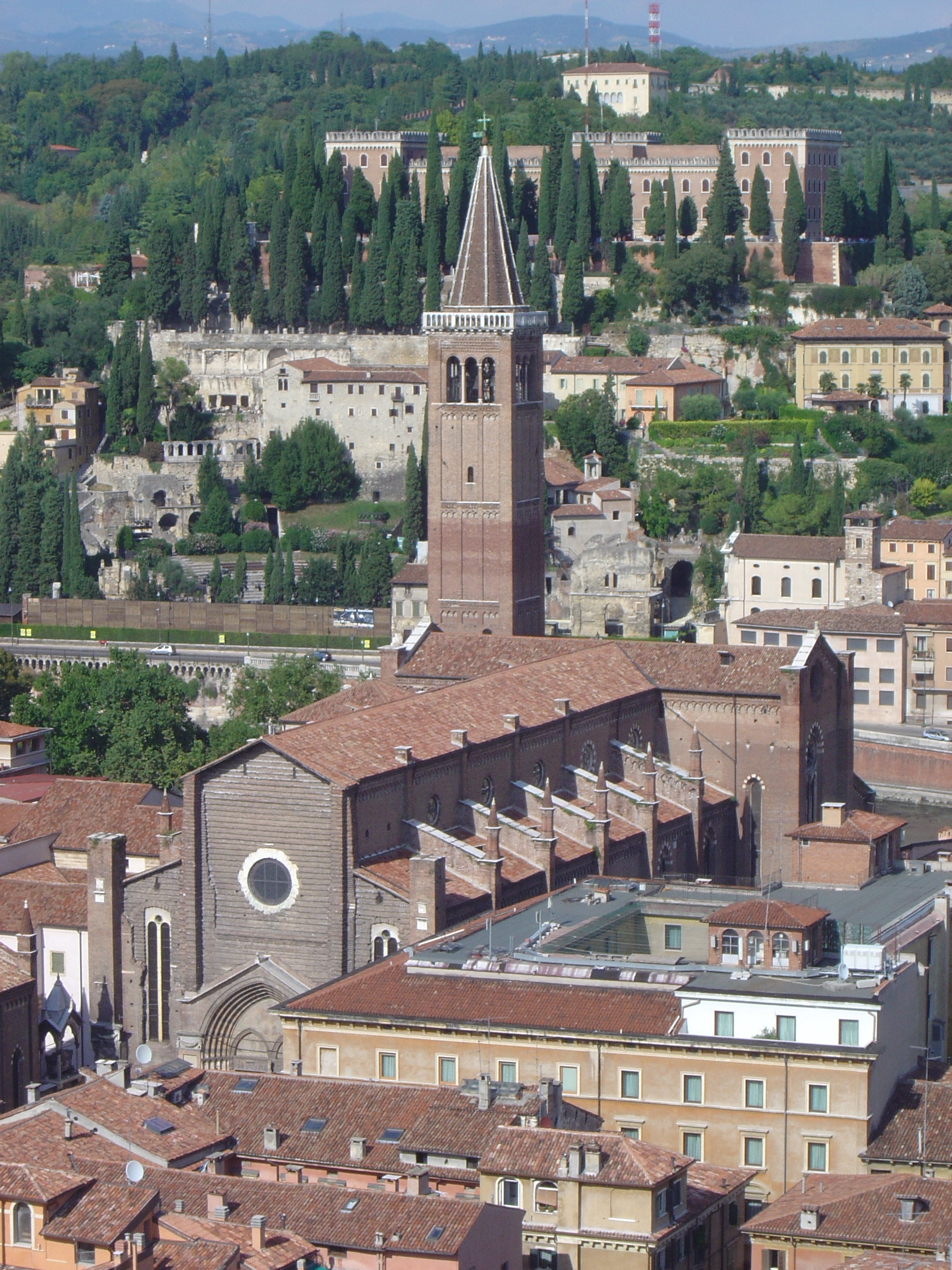
Iglesia de Santa Anastasia del alto.